# Gare de La Bernerie
La gare de La Bernerie est une gare ferroviaire française de la ligne de Sainte-Pazanne à Pornic, située sur le territoire de la commune de La Bernerie-en-Retz, dans le département de la Loire-Atlantique, en région Pays de la Loire. 
Elle est mise en service en 1875 par la Compagnie des chemins de fer nantais (CFN) avant d'être reprise par l'Administration des chemins de fer de l'État en 1878. C'est une halte ferroviaire de la Société nationale des chemins de fer français (SNCF), desservie par des trains TER Pays de la Loire.

## Situation ferroviaire

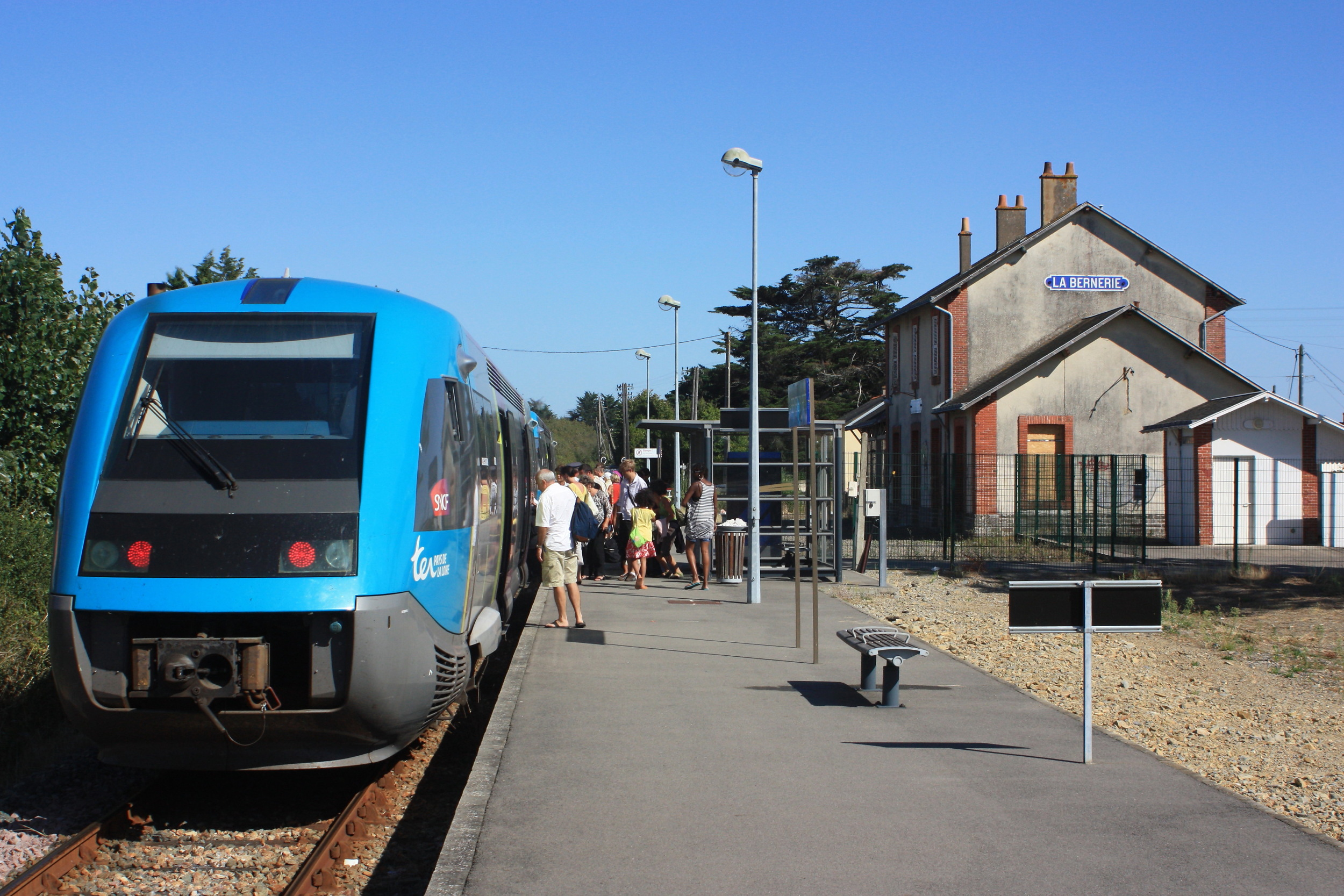
Deux X 73500 à destination de Nantes desservent la gare.

Établie à 25 m d'altitude, la gare de La Bernerie est située au point kilométrique (PK) 21,975 de la ligne de Sainte-Pazanne à Pornic, entre les gares ouvertes des Moutiers-en-Retz et de Pornic. Elle est séparée de Pornic par la gare aujourd'hui fermée de Clion.
Elle est équipée d'une seule voie et d'un seul quai d'une longueur utile de 90 m.

## Histoire
La gare de La Bernerie est mise en service, le 11 septembre 1875, par la Compagnie des chemins de fer nantais (CFN), lorsqu'elle ouvre sa ligne secondaire de Nantes à Pornic. Elle devient une gare de l'Administration des chemins de fer de l'État lorsqu'elle rachète la ligne et l'exploite à partir du 1er juillet 1878.
En 2010 l'ancien bâtiment voyageurs désaffecté est devenu propriété de la commune, qui l'a protégé comme édifice remarquable en 2009. La municipalité le propose à  l'association des historiens du Pays de Retz pour en faire un centre de ressources historiques.

## Service des voyageurs

### Accueil
Halte SNCF, c'est un point d'arrêt non géré (PANG) à entrée libre, disposant d'un abri de quai.
Le nom officiel de la gare ne comporte pas la deuxième partie du nom composant la commune desservie, « -en-Retz »,, bien qu’elle soit baptisée « La Bernerie-en-Retz » sur le site TER internet de la Région ou dans les fiches horaires.

### Desserte
La Bernerie est desservie par des trains TER Pays de la Loire qui circulent entre Nantes et de Pornic. Quelques trains sont cependant limités à Sainte-Pazanne.
Cependant, du 1er septembre 2014 au 4 juillet 2015, la desserte ferroviaire de la gare est suspendue pour permettre la 2e phase de rénovation de la ligne Nantes - Pornic. Durant cette période, la desserte de la gare n'est plus effectuée que par autocar en correspondance avec des TER en gare de Sainte-Pazanne ou directement jusqu'à Nantes. Ces travaux sont prolongés de deux mois en raison de malfaçons électriques sur la signalisation ferroviaire et les passages à niveau, liées à une faiblesse du pilotage du chantier.

### Intermodalité
Un parc pour les vélos et un parking pour les véhicules y sont aménagés.